# Viktor Mautner Markhof
Viktor Mautner Markhof (* 5. Juni 1960 in Wien) ist ein österreichischer Manager und Buchautor.

## Werdegang
Viktor Johannes Theodor Ludwig Gerhard Heinrich Maria Mautner Markhof entstammt der österreichischen Unternehmerfamilie Mautner Markhof. Er besuchte das Lycée Francais de Vienne und das Öffentliche Gymnasium der Stiftung Theresianische Akademie, wo er 1978 seine Matura ablegte. Anschließend leistete er zuerst als einjährig Freiwilliger seinen Präsenzdienst und studierte dann Handelswissenschaften an der Wirtschaftsuniversität Wien. 1984 schloss er sein Studium mit dem Titel Magister ab. Während dieser Zeit erhielt er auch für zwei Jahre die Möglichkeit als Vorstand (ohne Portfolio) der Mautner Markhof Nahrungs- und Genussmittel AG einen Einblick in das Familienunternehmen in Wien-Simmering zu erlangen.
Seine ersten Berufsjahre erlebte er in der Länderbank in Wien, bevor er ein Masterstudium bei INSEAD in Fontainebleau, Frankreich, absolvierte (1988/89). Von dort verschlug es ihn nach München zur international tätigen Unternehmensberatung A.T.Kearney, bei der er in zahlreichen Projekten mit den Schwerpunkten Strategie, Logistik und Organisation mitwirkte.
1993 kehrte er nach Österreich zurück und wechselte von der Unternehmensberatung in die Brauindustrie zum Konzern der Brau Union AG bzw. der Österreichischen Brau-Beteiligungs AG in Linz. Zuständig für Mergers & Acquisitions gelang ihm 1994 der Erwerb der Brauerei Starobrno a.s. in Brünn, Tschechische Republik. Noch im selben Jahr wurde er dort als Vorstandsvorsitzender eingesetzt. Trotz schwieriger Marktbedingungen und zahlreicher Altlasten, die die kommunistischen Zeiten hinterlassen hatten und die beseitigt werden mussten, schaffte er es gemeinsam mit seinen Vorstandskollegen die Brauerei in den folgenden Jahren zu restrukturieren und in ein florierendes Unternehmen zu verwandeln.
Die erfolgreiche Tätigkeit bei Starobrno führte dazu, dass er 2001 in den Vorstand der Brünner Handelskammer berufen wurde. Im selben Jahr übernahm er neben der Funktion als Vorstandsvorsitzender von Starobrno auch die Leitung des BBAG-Konzerncontrollings in Linz und behielt diese Doppelfunktion bis Ende 2002 bei. Anfang 2003, es war das Jahr, in dem der BBAG-Konzern durch Heineken übernommen wurde, wechselte er als Finanzvorstand in den Vorstand der Brau Union Österreich AG in Linz und zweieinhalb Jahre später ebenfalls als Finanzvorstand in den Vorstand der Grupa Zywiec S.A., Warschau, Polen.
2006 verließ er den Konzern, blieb jedoch noch bis 2011 in Warschau. In dieser Zeit entstand sein erstes Buch, „Milos und Janda“, ein Kriminalroman, der in Brünn spielt und auf wahren Gegebenheiten beruht. Gleichzeitig arbeitete er freiberuflich als Unternehmensberater in zahlreichen Projekten für einen französischen Konzern. In dieser Zeit schrieb er auch an den nächsten beiden Kriminalromanen, die als Serie mit denselben Protagonisten und zwei neuen Fällen in den Jahren darauf erschienen.
Im Jahr 2011 kehrte er nach Österreich zurück und widmete sich weiter dem Schreiben. Es folgten zwei historische Romane, „Kirschen zu Mitternacht“, der die Belagerung Brünns durch die Schweden im Jahr 1645 zum Thema hat und „Lehen und Leben lassen“, der sich mit einem Ritter beschäftigt, der Mitte des 13. Jahrhunderts um sein Lehen kämpft.
Viktor Mautner Markhof ist verheiratet und hat vier Kinder.

## Werke
- Milos und Janda – Mendels Original, verlagshaus hernals, 2010
- Milos und Janda – Die gestohlene Bibel, verlagshaus hernals, 2011
- Milos und Janda – Der Tote am Spielplatz, verlagshaus hernals, 2012
- Kirschen zu Mitternacht, verlagshaus hernals, 2013
- Lehen und Leben lassen, verlagshaus hernals, 2016